# Castanea pumila
Castanea pumila är en bokväxtart som först beskrevs av Carl von Linné, och fick sitt nu gällande namn av Philip Miller. Castanea pumila ingår i släktet kastanjer och familjen bokväxter. Inga underarter finns listade.
Arten förekommer i östra USA från östra Texas, Arkansas, Tennessee, Ohio och Massachusetts till Atlanten. Den växer i låglandet och i bergstrakter upp till 1000 meter över havet. Arten ingår i skogar och i små trädgrupper.
För beståndet är inga hot kända. Hela populationen anses vara stabil. IUCN listar arten som livskraftig (LC).

## Bildgalleri

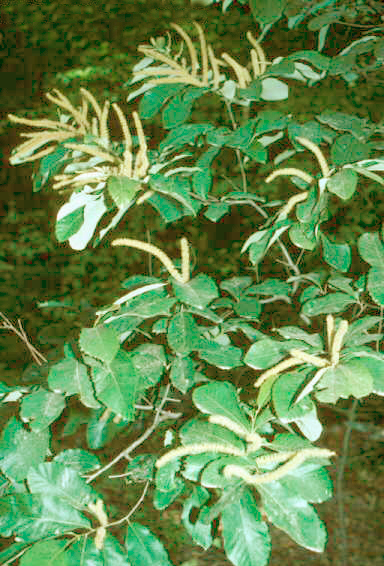
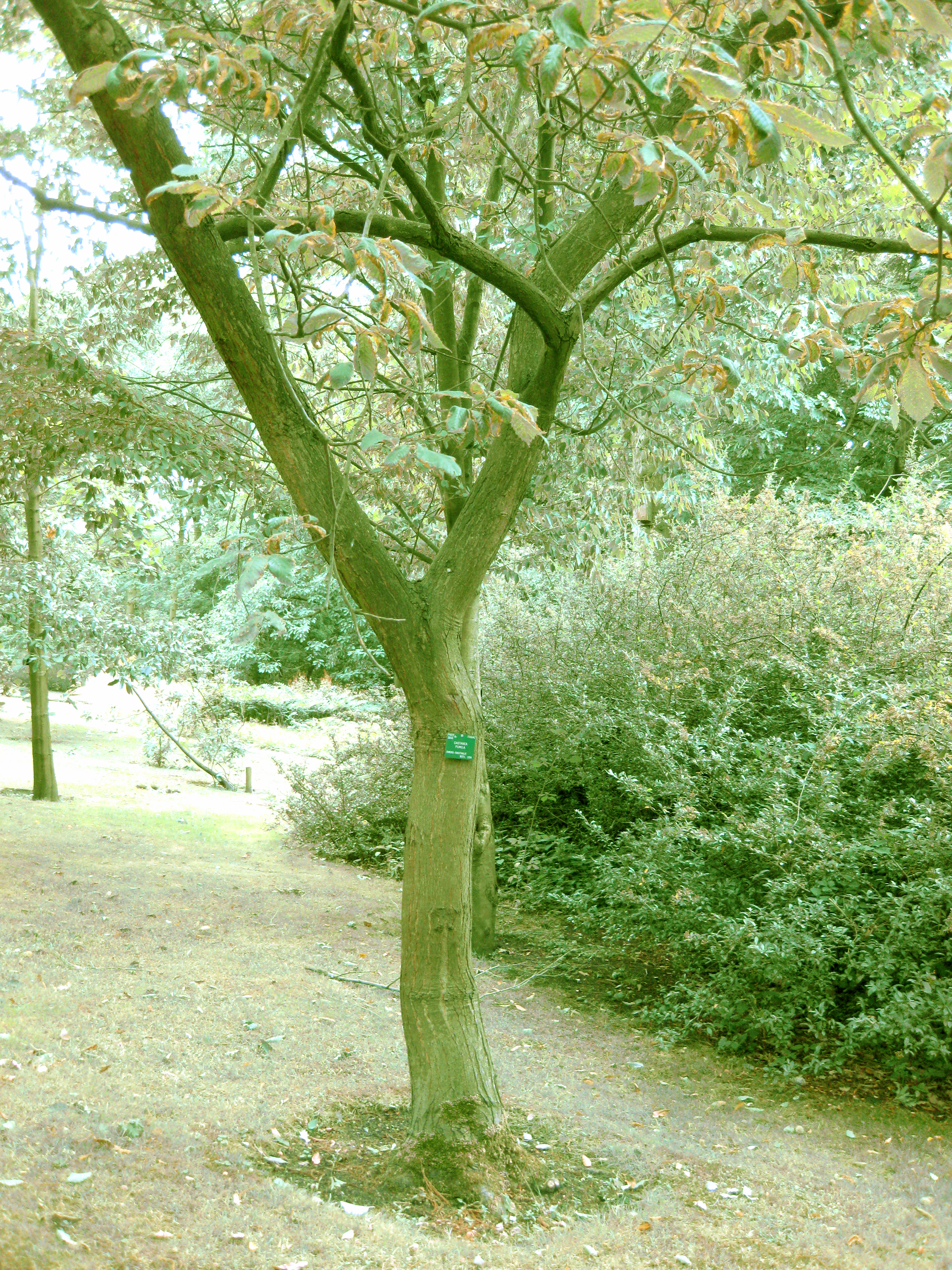
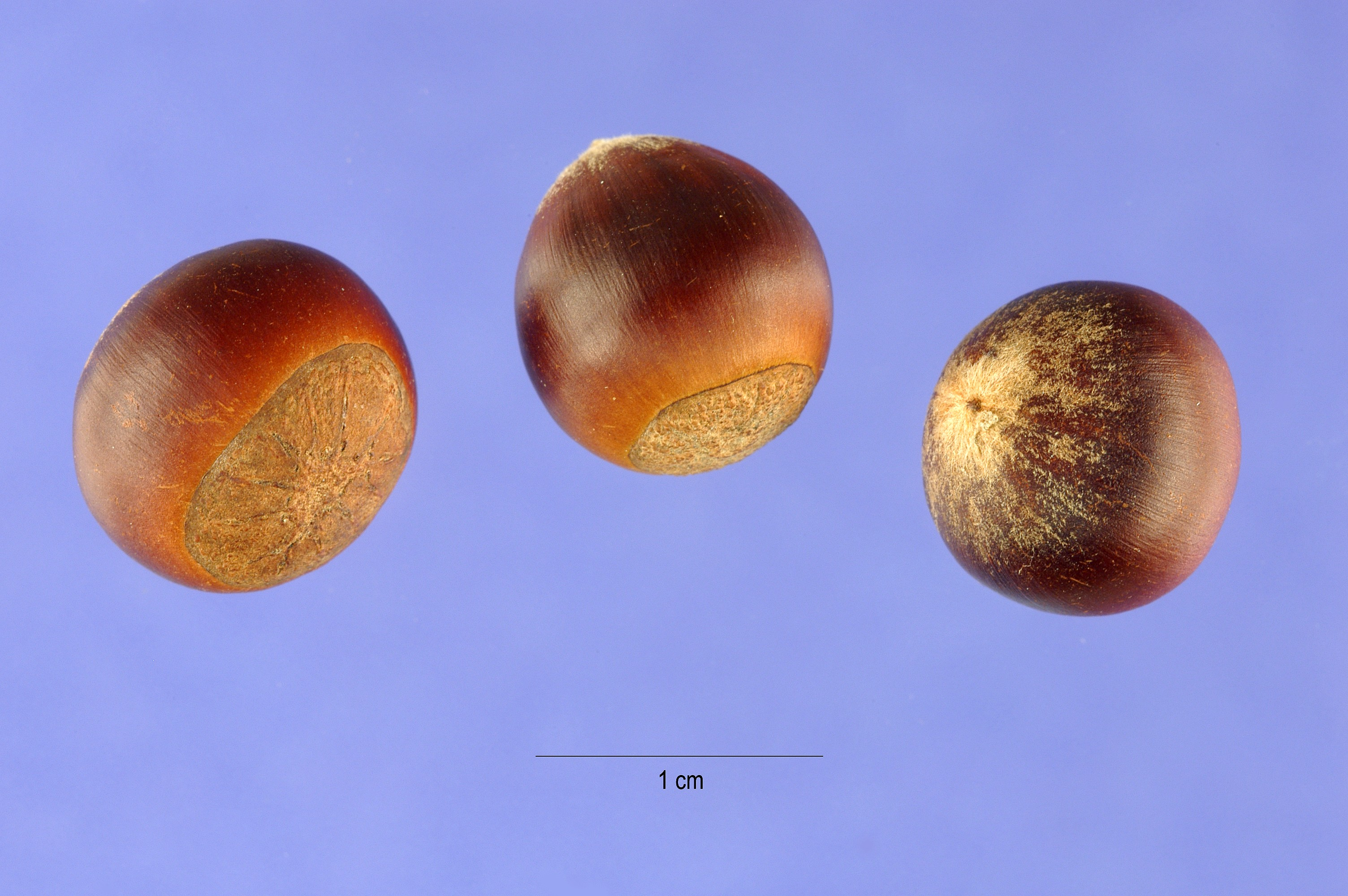
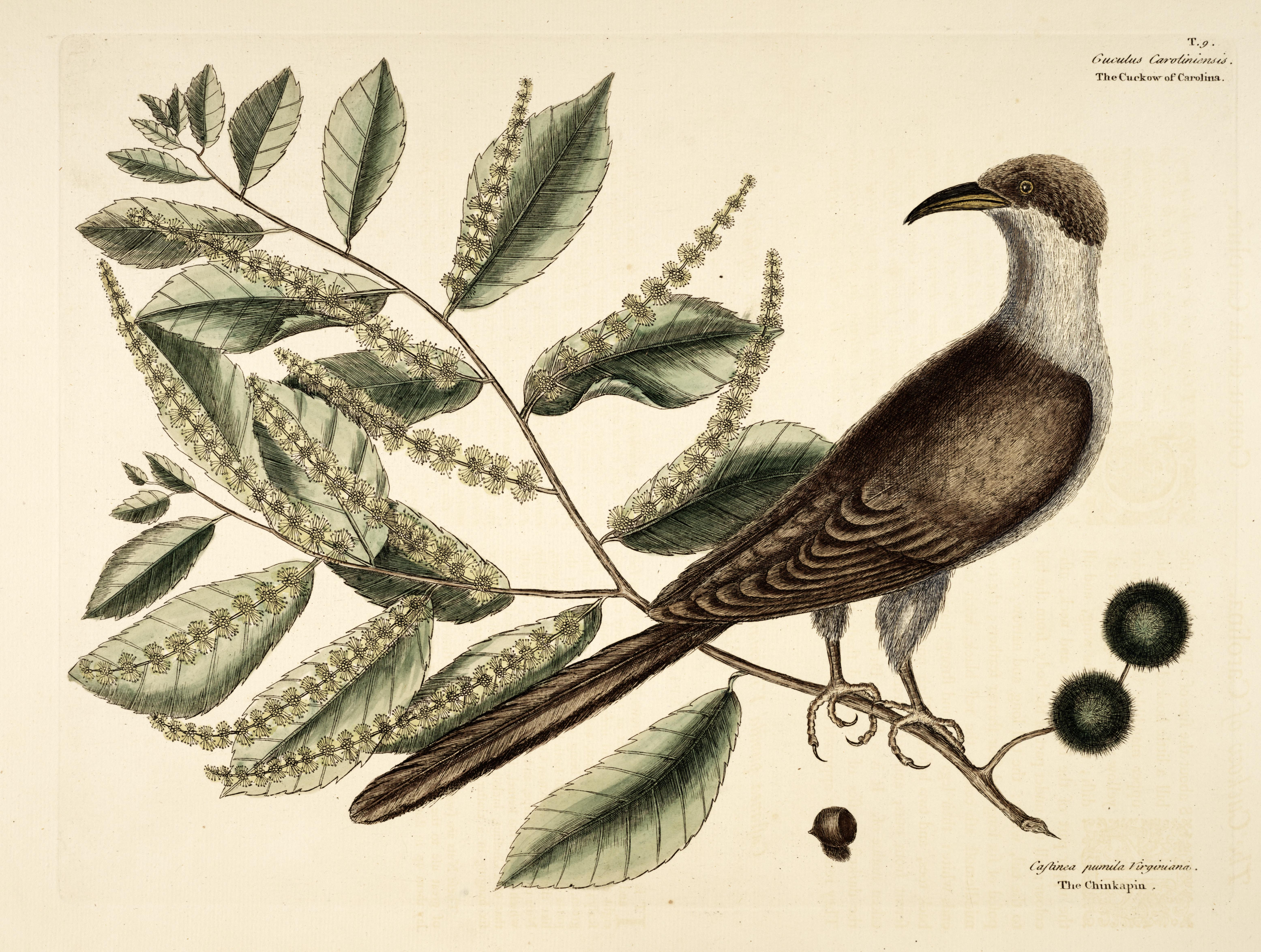